# Thor Vilhjálmsson

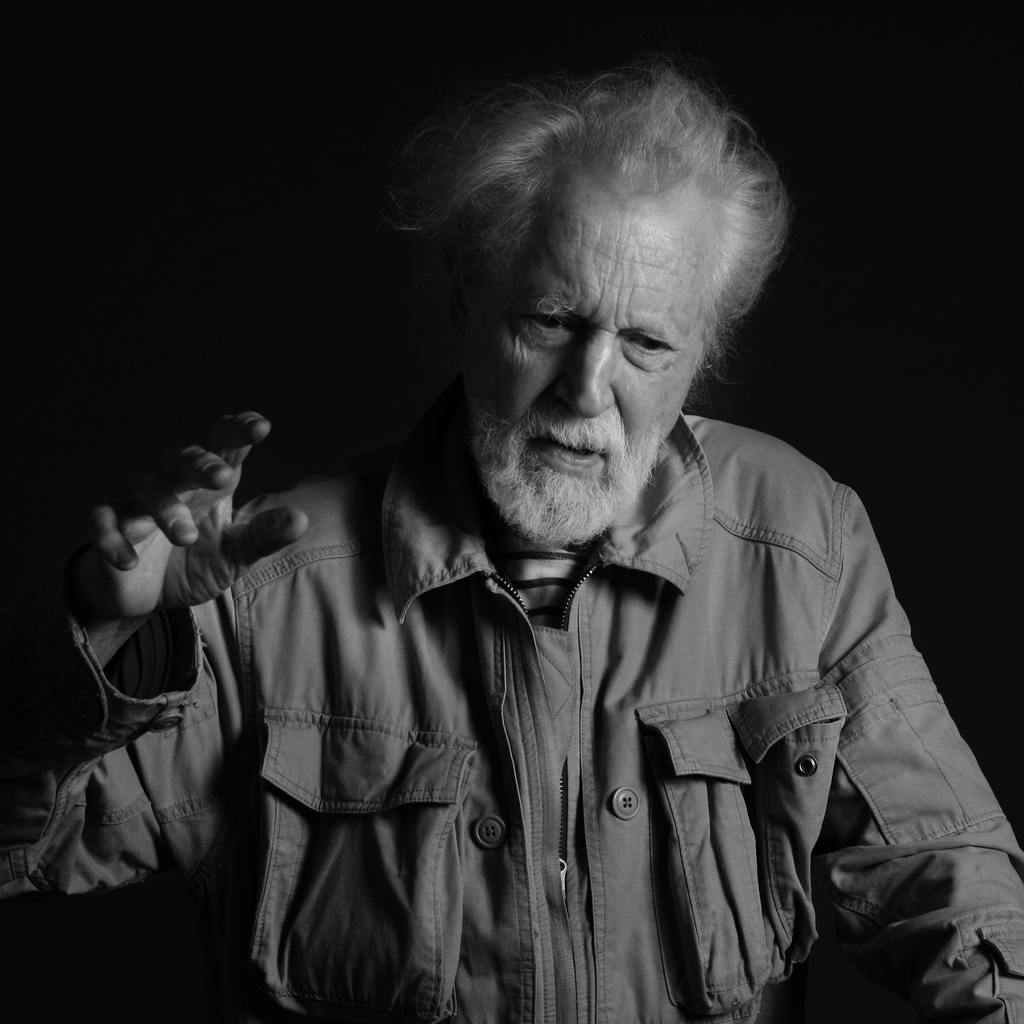
Thor Vilhjalmsson (2008)

Thor Vilhjálmsson (* 12. August 1925 in Edinburgh; † 2. März 2011) war ein isländischer Schriftsteller, der durch seinen experimentellen Stil von sich reden machte.
Der Schriftsteller und Politiker Guðmundur Andri Thorsson ist sein Sohn.

## Werke
1968 erschien seine Novelle Schnell schnell sagte der Vogel. Charakteristisch ist vor allem die sprachliche und formale Finesse seines Stils. Dies gilt auch für seinen Kriminalroman "Das Graumoos glüht" (1986). Dieser erhielt 1988 den Literaturpreis des Nordischen Rates. Sein Roman Morgenlied in Halmen (1998) handelt vom mittelalterlichen Island in der Zeit vom Freistaat bis zur norwegischen Annexion; danach erschien 2002 der Roman Sveigur.
1992 erhielt er als erster isländischer Autor den Nordischen Preis der Schwedischen Akademie.
In dem 2011 erschienenen Audioprojekt Die Saga-Aufnahmen rezitiert Thor Vilhjálmsson die drei erhaltenen Hauptwerke des großen isländischen Skalden und Nationalhelden Egill Skallagrímsson (Höfudlausn, Sonatorrek, Arinbjarnarkvida).

## In deutscher Übersetzung
- Iceland. Hg. von Klaus D. Francke. Ed. Stemmle, Zürich 1994, ISBN 3-905514-16-8.
- Das Graumoos glüht (Grámosinn glóir, 1986). Aus dem Isländischen von Gert Kreutzer, Marita Bergsson und Günther Wigand. Kleinheinrich, Münster 1990, ISBN 3-926608-41-2.
- Graumoos (Grámosinn glóir, 1986). Aus dem Isländischen von Gert Kreutzer, Marita Bergsson und Günther Wigand. Ullstein, Berlin 1998, ISBN 3-548-24230-8.
- Morgengebet (Morgunþula í stráum, 1998). Roman. Übersetzung: Gert Kreutzer. Osburg Verlag Berlin 2011, ISBN 978-3-940731-65-4.